# Философия
Философията (от гръцки: φιλοσοφια, от φιλεῖν – обичам и σοφία – мъдрост) е изследване на общите и фундаментални въпроси, засягащи човека и света. Основни теми за философията са неща като съществуването, мисленето, познанието, истината, справедливостта, красивото. В своите изследвания философията по принцип се отличава със систематичен подход и рационална аргументация, което я отличава от други подходи към същите или подобни теми, като например мистицизма и митологията.
Въпреки общото разбиране, че философията е наука, тя се различава от хуманитарните и природните науки по това, че не разчита на научния метод и няма строго определен и общоприет предмет. В зависимост от дефиницията за такъв предмет или от акцентите и подходите при изследването и решаването на този проблем, различните философи могат да бъдат причислявани към дадено течение или доктрина, а тяхната дейност и произведения да бъдат отнасяни към по-тесни области на философско изследване.

## Клонове на философията
Даването на изчерпателен списък на клоновете на философията е трудно, доколкото в различни исторически периоди и в различни културни традиции са съществували различни видове деления. Въпреки това следните области обикновено се приемат за основни:
- Метафизиката изследва природата и първоначалата на съществуващото и света.
- Онтологията, понякога считана за основен дял на метафизиката, е изследване на битието.
- Епистемологията изследва познанието, същността и възможността на познавателния процес.
- Етиката или „философия на морала“ се интересува от въпросите как трябва да постъпва човек, правилното поведение и „добрия живот“. Основни клонове на етиката са мета-етиката, нормативната етика и приложната етика. Мета-етиката се занимава с въпросите за природата на етичната мисъл, сравнението на различни етични системи, дали има абсолютни етични истини и как такива истини могат да бъдат познати. Етиката е също асоциирана с идеята за моралността. Платоновите ранни диалози включват изследване на дефинициите за добродетел.
- Политическата философия изучава управлението и отношението на индивидите и общностите към държавата.
- Естетиката се занимава с красивото, възвишеното, изкуството, насладата.
- Логиката изследва формите и законите на мисленето; валидните форми на аргументация. Тя има своето начало в края на 19 век с математици като Готлоб Фреге, които се фокусират върху математическото третиране на логиката и днес логиката има две основни разделения: математическа логика (формална символна логика) и това, което днес се нарича философска логика.
- Философията на езика изследва началата, развитието и употребата на езика и отношението му към мисленето.
- Повечето академични дисциплини имат „философии“, които изследват техните основания и предмет, като тук се включват области като философия на науката, философия на историята, философия на математиката и т.н.
- Същевременно множество академични дисциплини като психологията, антропологията, физиката и т.н. възникват около предмети, които са били в областта на философията и в този смисъл исторически са се обособили от нея.

## История
История на философията обикновено се дели на четири големи периода – антична философия, средновековна философия, модерна философия и съвременна философия.

### Антична философия
Основна статия: Антична философия
Античната философия обхваща период от около едно хилядолетие, от 6 век пр.н.е. до към края на 4 век.
Досократическия период е предимно набор от различни натурфилософии. Тук са първите опити да се мислят всеобщността и първоначалата на съществуващото. Класическият период, в който основни фигури са Сократ, Платон и Аристотел, се отнася най-общо до времето на разцвета и западането на атинската демокрация. През последвалия елинистически период се оформят по-отчетливо отделните философски школи и доктрини през Античността, някои сред които са стоицизъм, скептицизъм и неоплатонизъм. Късният неоплатонизъм и ранните християнски философи като Августин и Боеций ознаменуват прехода от античната към средновековната философия.

### Средновековна философия
Основна статия: Средновековна философия
Тук най-общо се включва философията в периода между падането на Западната Римска империя и Ренесанса. Философията е дълбоко обвързана с религията. Благодарение най-вече на ислямски преводи и коментари, по-късната християнска средновековна схоластика преоткрива класическата гръцка философия.

### Ренесансова философия
отличава с отхвърляне на официалната католическа религиозност и с интерес към личността. Затова философската мисъл може да се характеризира като антропоцентрична: индивидът придобива по-голяма самостоятелност. Оттук се заражда ново самоосъзнаване на човека и нова обществена позиция, отличителни качества вече са гордостта и самоутвърждаването, съзнанието на собствената сила и талант.
Ренесансовият хуманизъм подпомага търсенето на практически критерии за истината (опит+полза) в научните изследвания, който заляга в основата на научния метод.

### Философия на Новото време
Основна статия: Философия на новото време
Първият период на модерната философия започва през 17 век и обхваща времето между Рене Декарт и Имануел Кант. Той най-общо се припокрива с Просвещението. Един от основните дебати тук е между рационализъм и емпиризъм. Силно влияние оказва възраждането на науките и най-вече развитието на физиката. Важни имена през тази епоха са Декарт, Монтен, Бейкън, Лок, Бъркли, Хюм, Спиноза, Лайбниц.
В края на 18-и и началото на 19 век е периодът на Класическата немска философия в лицето на Кант, Фихте, Шелинг и Хегел. Значими течения по-нататък през този век са младохегелианството, марксизмът, позитивизмът, прагматизмът и ранният екзистенциализъм, към който често са причислявани Киркегор и Ницше.
По същото това време Михаил Бакунин, Пиер-Жозеф Прудон и Пьотър Кропоткин поставят началото на съвременната анархистическа философска школа.

### Съвременна философия
Основна статия: Съвременна философия
През 20 век теченията и доктрините във философията са изключително разнообразни. Все пак, силно се развиват аналитичната философия и феноменологията.

## Приложна философия
Резултатите от философските постижения на дадено общество оказват силно влияние на неговото развитие. Това е непосредствено видимо за области като етиката и политическата философия. Изследванията и ученията на Конфуций, Авероес, Макиавели, Лок, Русо, Маркс и Мил са само някои примери за философии, които са били определящи за държавното управление и политическите процеси в съответните епохи и общества.
Философията през вековете има силно влияние върху образователните институции и практики. През Античността множество философи откриват свои образователни школи, най-известни от които са Академията на Платон и Ликейонът на Аристотел. В началото на 19 век работата на Шелинг, Шлайермахер, Хумболт и Фихте става теоретическата основа на класическия немски университет. Концепцията за прогресивното образование, най-вече чрез философията на Джон Дюи, има значително влияние върху образователните политики през 20 век в Съединените щати. По-късно основни принципи на прогресивното образование са доразвити във философията с деца.
Към края на 20 век паралелно в Западна Европа и в Съединените щати започват да възникват практики на философско консултиране, както и организации, които обединяват и сертифицират философски консултанти.
По-опосредствен начин на приложение на философията е чрез използване на нейните резултати в други академични и научни дисциплини. Примери за това са значението на логиката в математиката, лингвистиката, психологията и компютърните науки или определящата роля на философията на науката по отношение на научната методология.

## Списания по философия
- Sofia Philosophical Review
- Философски алтернативи
- Философия
- NotaBene